# Dienst Uitvoering Werken
De Dienst Uitvoering Werken (DUW) was een overheidsinstantie, die in 1944 ter regulering van de onvrijwillige werkloosheid door het Militair Gezag in Nederland (MG) werd opgericht.

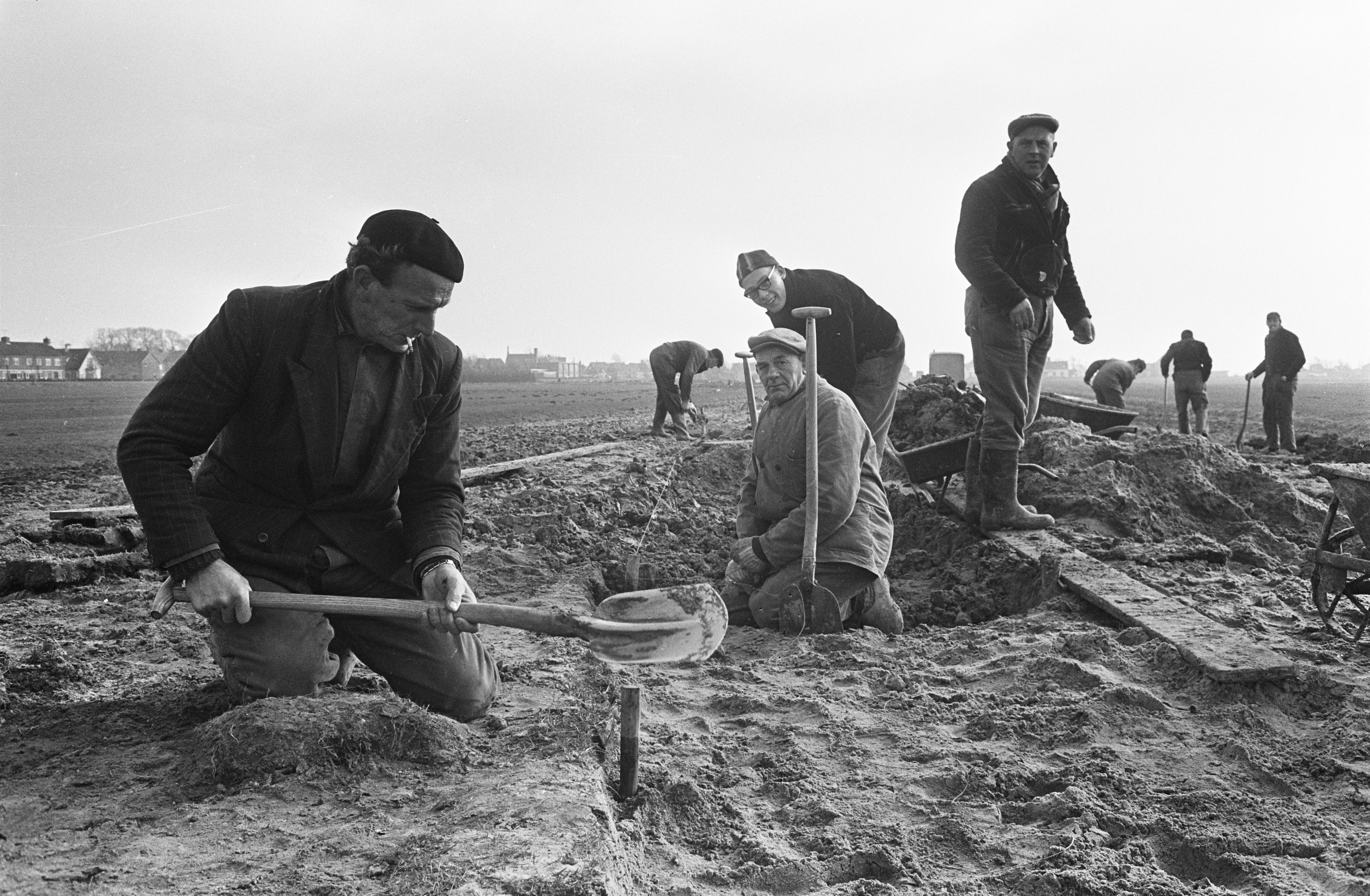
Aanvullende werkverschaffing, landbouw-arbeiders aan het werk in Schagen 1967

## Geschiedenis
Na de Tweede Wereldoorlog waren er ruim honderdduizend werklozen. Om deze in te kunnen zetten in het arbeidsproces richtte het Militaire Gezag de Dienst Uitvoering Werken (DUW) op. Deze organisatie was de opvolger van het Werkfonds (1934) en de Rijksdienst voor de Werkverruiming (1939). In het kader van de wederopbouw werden de DUW werkers aanvankelijk ingezet voor opruimingswerkzaamheden. Later werden ze betrokken bij ontginningswerkzaamheden en civiele werken. De DUW zelf nam geen projecten aan maar stelde personeel ter beschikking aan bedrijven als de Heidemij en de Grontmij.

## Positie
De DUW-werkers werden gezien als normale werknemers. Omdat men doorstroming naar het bedrijfsleven wenselijk achtte, werden zij iets lager betaald dan in het bedrijfsleven. Dat leidde tot de weinig vleiende bijnamen 'Door Uitbuiting Winst' en 'Door Uitputting Wanhoop'. In mei 1945 nam de regering het beleid van het MG over en implementeerde de Rijksdienst voor de Uitvoering van Werken. Deze werd in de volksmond ook DUW genoemd. Ieder werkloze, ook de vrijwillige, diende zich ter behoud van uitkeringsrechten, bij de DUW te melden. 

## Opheffing
Parallel aan het DUW initiatief werkte de regering vanaf 1945 aan een uitkeringsregeling bij onvrijwillige werkloosheid. Begin 1948 werd er een ontwerp werkloosheidswet ingediend. De taak van de DUW werd toen het bevorderen van de uitvoering van nuttige werken voor werklozen. De DUW werd in 1954 opgeheven. Door de instelling van de Directie voor de Arbeidsvoorziening was zij overbodig geworden. De DUW is een instrument geweest bij het legaliseren van onvrijwillige werkloosheid. Als vervanging voor de DUW werd de Dienst Aanvullende Werken (D.A.W.) opgericht.